# 조선민주주의인민공화국의 대외 관계
이 본문은 조선민주주의인민공화국의 대외 관계에 대한 설명이다.

## 탈냉전 이후의 외교
1980년대 말과 1990년대 초의 구 소련 및 동구권 공산 정권의 붕괴는 제2차세계 대전 이후 지속되던 동·서 냉전을 종식시키고 탈냉전이라는 새로운 국제질서를 태동시키게 되었다. 이러한 국제질서의 변화는 동북아에도 영향을 미치게 되었으며, 특히 북한·중국·러시아 관계의 재조정을 초래하게 되었다.

북한과 소련과의 관계는 1990년 9월 한·러 수교로 인하여 악화일로를 치닫고 있었다. 북한은 한·러 수교 후 러시아에 대하여 '달러에 눈이 어두워 동맹국을 버린 배신자'라고 극렬히 비판하였다. 이러한 북한·러시아 관계의 악화는 경제 관계에 반영되어 북한·러시아간의 무역은 점차 감소되기 시작하였으며, 1991년 1월 러시아는 양국간의 관행으로 지속되어 오던 구상무역제도를 경화결제방식으로 전환할 것과 과거 소련이 대북한 무역에 적용한 우호가격을 국제가격으로 전환할 것임을 북한에 통보하는 등 양국간의 관계는 그 어느 때보다도 악화되었다. 북한과 러시아의 관계는 계속 악화되어 1992년 1월 평양을 방문한 러시아 외무 차관 쿠나제(Georgy Kunadze)는 1961년에 체결한 '북·소 우호협력조약'을 폐기할 용의가 있음을 북한측에 전달하였다. 또한 북한의 러시아에 대한 미상환 부채의 조속한 해결을 촉구하였다. 1990년대에 들어오면서 북한과 러시아 관계는 최악의 상태에 들어가게 되었으며, 이에 따라 중국은 북한의 믿을 만한 유일한 우방국이 되었다.

중국도 한국과의 관계 정상화를 추진하는 등 한국과의 관계를 계속 증진시키자 북한은 침묵으로 일관할 수밖에 없었으나, 중국과의 교류를 감소시키는 등 북한의 불편한 입장을 간접적으로 표출하였다. 그럼에도 불구하고 중국은 한국과의 수교 후 더 이상 북한의 고려연방제 통일방안을 지지하지 않을 것임을 천명하였으며, 북한은 이에 대하여 2,500억 원에 달하는 대중국 채무를 이행하지 않을 것임을 선언하였다.  1989년 중국의 톈안문 사태 이후 북한과 중국은 밀접한 관계를 유지해 왔지만, 중국의 대서방 개방정책은 북한의 폐쇄적 정책 노선과는 양립할 수 없는 한계가 있었다. 한국과 중국의 지속적인 무역 증대는 북한을 자극하는 것이었으며, 한·중 수교는 북한의 마지막 동맹국인 중국조차 북한을 더 이상 일방적으로 지원하지 않는다는 것을 의미하는 것이었다.

이러한 90년대 초의 북한의 대러시아 및 대중국 관계의 변화는 북한으로 하여금 새로운 환경에 적응할 수밖에 없도록 강요하였다. 이에 북한은 외교적 고립을 타개하기 위하여 새로운 전략을 추구하게 되었으며, 그 대안은 미국 및 일본과의 수교였다. 1991년 1월부터 시작된 북·일 수교 협상은 현재까지 8차례에 걸쳐 진행되었지만, 이은혜 사건 및 일본의 대북한 배상금 문제로 인하여 실질적인 성과를 거두지 못한 채 이후 핵문제로 인하여 협상은 중단되고 말았다. 북한은 핵문제가 북·일 수교 협상과는 무관한 문제라고 주장하였지만, 일본은 북한의 핵문제가 해결되지 않는 한 수교 협상에서 어떠한 진전도 있을 수 없다는 강경한 입장을 고수하였다. 일본의 이러한 강경한 태도에 대하여 북한은 전략을 수정하여 미국과의 관계를 증진시키는 데 관심을 집중하기 시작하였다. 북한은 일본과의 수교 협상에서 걸림돌이 되는 것은 이은혜 사건 또는 배상금 문제가 아니고 바로 미국이라고 판단하였다. 이러한 상황 판단하에서 북한은 '국가적 자존심을 버리고 일본과 협상할 용의가 없음'을 선언하면서 일본과의 협상을 중단하였다.

북한과 미국과의 관계에 있어서도 어떠한 진전이 있었던 것은 아니었으나, 1992년 1월 노동당 국제담당비서인 김용순이 뉴욕을 방문하여 미국의 아놀드 캔터 정치담당차관과 고위급 회담을 개최한 것은 큰 성과라고 할 수 있다. 같은 해 11월에는 허종 주유엔 대사가 워싱턴을 방문하여 북·미 관계 증진에 관심이 있음을 미국 정부에 전달하였다.  1992년 12월 8일 북한과 미국은 북경에서 제28차 정치 참사관 회의를 개최하고, 난항을 거듭하고 있던 남·북 핵협상, 미·북한 관계 개선, 그리고 한국 전쟁 기간 동안 실종된 미군 유해의 송환에 대하여 의견을 교환하였다. 이 회담에서 북한은 핵무기를 개발할 의도가 없음을 설명하는 한편, 미·북한간의 고위급 회담의 개최를 요구하였다. 그러나 미국은 북한 핵문제의 우선적 해결이 없이는 관계를 증진시킬 수 없음을 분명히 하였다.

이와 같이 80년대 말부터 한국 정부의 북방 정책의 성공에 비하여 북한은 미국 및 일본과 관계를 개선하는 데 실패함으로써 북한의 외교적 고립은 그 어느 때보다도 심화되었다. 중국과 러시아는 더 이상 북한을 일방적으로 지원할 수 없는 입장에 처하게 되었으며, 반대로 북한은 핵문제로 인하여 미국 및 일본과의 관계 증진에 어떠한 성과를 기대하기 어려운 상황에 처하게 되었다.

## 조선민주주의인민공화국과 수교한 국가

| 나라           | 긍정적 | 부정적 | 중립 | 편차 |
| -------------- | ------ | ------ | ---- | ---- |
| 미국           | 5%     | 88%    | 7    | −83  |
| 영국           | 7%     | 89%    | 4    | −82  |
| 오스트레일리아 | 6%     | 87%    | 7    | −81  |
| 프랑스         | 9%     | 85%    | 6    | −76  |
| 캐나다         | 10%    | 81%    | 9    | −71  |
| 스페인         | 5%     | 75%    | 20   | −70  |
| 그리스         | 6%     | 64%    | 30   | −58  |
| 중화인민공화국 | 19%    | 76%    | 5    | −57  |
| 독일           | 1%     | 56%    | 43   | −55  |
| 브라질         | 23%    | 60%    | 17   | −37  |
| 멕시코         | 24%    | 54%    | 22   | −30  |
| 페루           | 22%    | 51%    | 27   | −29  |
| 인도네시아     | 17%    | 46%    | 37   | −29  |
| 인도           | 19%    | 40%    | 41   | −21  |
| 튀르키예       | 34%    | 44%    | 22   | −10  |
| 러시아         | 20%    | 30%    | 50   | −10  |
| 나이지리아     | 33%    | 42%    | 25   | −9   |
| 케냐           | 27%    | 36%    | 37   | −9   |
| 파키스탄       | 20%    | 25%    | 55   | −5   |

| 나라           | 긍정적 | 부정적 | 중립 | 편차 |
| -------------- | ------ | ------ | ---- | ---- |
| 일본           | 1%     | 91%    | 8    | -90  |
| 대한민국       | 3%     | 91%    | 6    | -88  |
| 미국           | 4%     | 90%    | 6    | -86  |
| 독일           | 3%     | 85%    | 12   | -82  |
| 오스트레일리아 | 8%     | 86%    | 6    | -78  |
| 캐나다         | 6%     | 83%    | 11   | -77  |
| 영국           | 9%     | 83%    | 8    | -74  |
| 이스라엘       | 1%     | 70%    | 29   | -69  |
| 프랑스         | 10%    | 79%    | 11   | -69  |
| 스페인         | 7%     | 73%    | 20   | -66  |
| 멕시코         | 13%    | 47%    | 40   | -34  |
| 브라질         | 20%    | 54%    | 26   | -34  |
| 페루           | 22%    | 49%    | 29   | -27  |
| 중화인민공화국 | 20%    | 46%    | 34   | -26  |
| 아르헨티나     | 12%    | 33%    | 55   | -21  |
| 러시아         | 19%    | 37%    | 44   | -18  |
| 인도네시아     | 28%    | 44%    | 26   | -16  |
| 인도           | 23%    | 27%    | 50   | -4   |
| 파키스탄       | 28%    | 32%    | 40   | -4   |
| 케냐           | 34%    | 34%    | 32   | 0    |
| 나이지리아     | 42%    | 38%    | 20   | 4    |
| 튀르키예       | 32%    | 19%    | 49   | 13   |
| 가나           | 57%    | 20%    | 23   | 37   |

조선민주주의인민공화국은 2009년 12월 기준으로 161개국과 수교를 맺고 있다. 2001년 138개국에서 23개국이 늘었다.
아시아에서 25개국과, 미주에서는 24개국과, 유럽에서는 49개국과, 중동은 17개국과, 아프리카는 46개국과 맺었었다.
남북한 동시 수교국은 158개국으로, 미주에서는 미국, 볼리비아, 아이티, 아르헨티나, 에콰도르, 엘살바도르, 온두라스, 우루과이, 코스타리카, 파나마, 파라과이 11개국은 조선민주주의인민공화국과 수교를 맺지 않고 조선민주주의인민공화국과 단독 수교를 맺은 국가는 쿠바가 유일하다. 아프리카 46개국은 모두 남한·북한 동시 수교국이다.
유럽에서는 마케도니아는 북한과만 수교 관계이며, 교황청, 에스토니아, 프랑스, 안도라, 모나코 등과는 국교가 없다.
중동에서는 사우디아라비아, 이라크, 이스라엘이 미수교국이고, 시리아는 수교를 맺고 있다.
조선민주주의인민공화국의 재외공관은 49개이고, 북한에는 15개국의 외교공관이 있다.
조선민주주의인민공화국에 대사관을 두고 있는 국가는 아주지역에서 베트남, 인도, 몽골, 인도네시아, 중화인민공화국, 캄보디아, 파키스탄, 라오스, 말레이시아이다.
미주에서는 쿠바와 브라질, 유럽에서는 러시아, 루마니아, 불가리아, 폴란드, 스웨덴, 독일, 영국, 체코가 대사관을 운영하고 있다.
아프리카와 중동에서는 시리아, 이란, 이집트, 나이지리아이다. 리비아는 북한에 모두 경제협력 대표부를 두고 있다.
PLO(팔레스타인 해방기구)도 조선민주주의인민공화국에 사무소를 두고 있다. 북한은 재외에 대사관을 42개, 영사관은 3개, 대표부는 4개를 두고 있다.
자국민 보호 업무를 하는 영사관보다 국가의 경제외교 등의 연락 업무를 하는 대표부가 많은 것이 특징이다.
대표부는 과거 11개였지만 현재는 4개로 축소되어 있다. 유럽에 국제기구가 많아 2001년 7개였던 것이 2010년말 현재 3개로 줄었다. 이는 북한의 어려운 경제현실도 일부 반영한다.

## 남북 관계
조선민주주의인민공화국은 경제적으로는 경제난에서 벗어나기 위해 대한민국과 금강산 관광, 개성공업지구 같은 남북 협력 사업을 시작하였다. 그러나 2006년 10월 13일에 조선민주주의인민공화국은 여러 국가의 반대에도 불구하고 핵실험을 강행하여 남북 관계는 소원(疎遠)해졌으며, 각종 남북 협력 사업이 일시 중단되었다. 그러나 2007년 6자 회담과 제2차 남북 정상 회담의 타결로 활발히 재개되고 있다. 그러나 2008년 11월 24일에 조선민주주의인민공화국은 개성관광 중단, 개성공단 축소 등을 통보했다. 통일부는 조선민주주의인민공화국의 개성공단 폐쇄에 대해선 희박하지만 배제 못한다고 발표했다.
2009년 11월 10일 인천 대청도 인근 해상 북방 한계선인 서해 북방한계선에서 대청해전이 일어났다. 대한민국의 인명피해는 없었으나 조선민주주의인민공화국의 함정이 반파되었다. 그 후 조선민주주의인민공화국에서는 그 사건에 대해 대한민국의 도발이라고 주장하며 가혹한 군사적 대가를 치뤄야 한다고 하였다. 2010년 3월 26일에 대한민국 해군의 초계함인 PCC-277 천안을 어뢰로 침몰시켰다. 2010년 11월 23일에 연평도를 향해 무차별적인 포격을 가하였고, 이 포격으로 대한민국 해병대원 2명과 민간인 2명이 사망하고 연평도 주민들이 인천 내륙으로 피난하였다.
조선민주주의인민공화국의 선박은 대한민국의 영해를 통과하지 못하고, 마찬가지로 아메리카 대륙으로 향하는 대한항공·아시아나항공 항공기는 조선민주주의인민공화국 영공을 통과하지 못한다.

## 일본

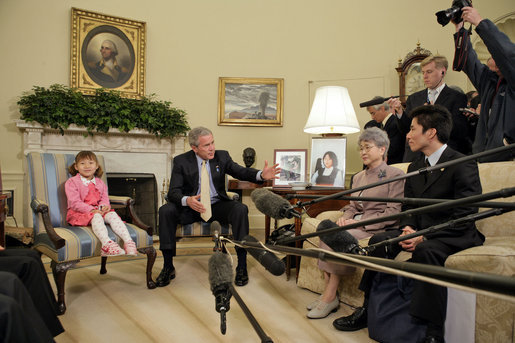
조선민주주의인민공화국에 납치되었던 일본인들(사진 속)

조선민주주의인민공화국과 일본은 북일수교 협상을 통해 관계개선에 나서려 했으나 일본인 납북문제와 일제강점기 과거사 사과여부 문제로 난항을 겪고 있다. 북한은 한일합병에 대한 평가나, 배상문제·청구권문제 등에 대하여도 결말이 나지 않는 자세를 취하고 있다. 1962년부터 일본은 한반도에 '두 개의 한국'이 사실상 존재하고 있다고 해 왔다. 일본 정부는 1965년 이후에도 "한국의 주권은 한국이 실질적으로 통치하는 휴전선 이남에 한한다"고 공식적으로 말해 왔다. 따라서 일본측은 정경분리 원칙을 적용하여 북한을 실질적 존재로 취급하여 왔다. 한편, 배상 문제도 남한과의 조약에 의해 해결되었다는 입장을 취하고 있다. 일본 수상으로는 처음으로 고이즈미 준이치로 총리가 북한을 방문하여 김정일 국방위원장과 회담을 나눈 적이 있다. 2002년의 북일 정상회담에서 배상권을 상호 포기하고 일본으로부터 북한이 경제 협력을 얻는 방법에 합의했다고 발표됐었으나, 이후, 국교정상화 협상은 정지되었다. 그 배경에는 일본인 납치 문제와 괴선박 사건으로 대표되는 북한의 국가 범죄에 대한 일본 여론의 반발과 핵 문제 등으로 고립을 심화시키고 있는 북한이 있다. 이러한 문제들을 안고, 일본은 현재 경제제재를 북한에 가하고 있다. 북한은 핵을 통해 미국으로부터 테러국가 지정해제를 받고자 하였으나, 미국은 오히려 엄격한 제재조치로 전환하였다.

## 미국
1950년 한국 전쟁 이후 조선민주주의인민공화국과 미국은 아직까지도 적대 관계에 있어 수교하지 못하고 있다. 미국 국무부는 조선민주주의인민공화국 여행 안내문에 "조선민주주의인민공화국에는 미국 대사관이 없습니다. 의료적·영사적 응급 상황이 발생한 미국인은 조선민주주의인민공화국 주재 스웨덴 대사관을 찾으세요."라고 기술하고 있다. 캐나다와 오스트레일리아도 평양 주재 스웨덴 대사관을 이용한다. 2005년 북한 정부는 미국과의 조속한 수교를 바라지만 전면 수교에 앞서 초보 단계로 이익대표부를 상대국 수도에 개설하는 것도 가능하다는 입장이다. 미국 이익대표부(Interest Section)의 책임자는 정무공사(Charge d’affaire)다. 2007년 3월 5일 북한은 미국측에 조기에 워싱턴과 평양에 연락 사무소를 개설하자고 제안했다. 미국은 연락 사무소 설치의 전 단계로 평양의 외국 공관 가운데 한 곳을 이익대표부로 지정하는 방안을 검토 중이다. 오바마 정부는 출범후 이른 시일 내에 평양 주재 영국 대사관이나 스웨덴 대사관 안에 이익대표부를 설치하려고 했다. 미국은 외교관계가 없는 쿠바의 아바나에 스위스 정부의 법적 보호 아래 6명이 상주하는 이익대표부를 두고 있다. 북한의 초청으로 동료의원 3명과 함께 사흘간 방북했던 데이비드 앨튼 영국 상원이 2009년 2월 11일 "평양에 미국 대사관을 설립해야 한다"는 주장을 했다. 미국의 스파이가 북한 외교관의 유전자를 채취, FBI가 보관하고 있다. 미국 대학생 2명이 평양프로젝트라는 계획으로 북한을 방문하였다. 존 에버라드 전 주평양 영국대사는 "북한 사람들의 중국에 대한 혐오증은 예상보다 훨씬 큽니다. 미국보다 중국을 더 싫어합니다. 평양 시민은 의외로 미국에 대해서는 적대감이 크지 않아요"라고 강조하였다.
1969년 말부터 미국과의 대외관계에서 보다 유화적이고, 타협적인 태도를 보였다. 북한은 일본과 유럽 국가 등 대서방진영 외교를 한층 강화하였고, 미국과의 접촉에 대해서도 관심을 보였다. 북한은 1969년 10월 29일 미국의 저명 일간지 뉴욕 타임즈에 김일성의 업적을 칭송하는 광고를 내고, 미국인들을 평양에 연달아 초청하였다.
2018년, 북한의 김정은 위원장이 대한민국의 정의용 국가안보실장을 통해 미국 대통령인 도날드 트럼드에게 전달한 양국간 정상회담 제의를 트럼프 대통령이 수락하면서 양국간의 첫 북미정상회담(北美頂上會談)이 이뤄졌다. 하지만 회담 얼마 전인 5월 24일, 트럼프가 북한의 미국에 대한 극도의 분노와 적개심, 경계로 인하여 회담을 취소하려 한다고 의사를 밝혔다가 이틀 뒤인 5월 26일에 갑자기 다시 회담수락을 하여 2018년 6월 12일, 역사상 최초로 정상회담이 현지 시각 9시에 싱가포르 카펠라 호텔에서 이뤄졌다. 북한측 명칭은 조미수뇌상봉(朝米首腦相逢)이다.

## 중화인민공화국
중화인민공화국과 조선민주주의인민공화국은 1949년 10월 6일 수교하였다. 1990년대 초 최악이었던 북중 관계는, 2000년 남북 정상회담을 한 달 앞둔 5월 김정일 국방위원장의 방중을 시작으로 대한민국-중화인민공화국 수교로 훼손된 관계 회복에 나서 지금껏 모두 7차례에 걸친 김정일의 방중과 장쩌민·후진타오 중국 국가주석의 방북을 거치며 중화인민공화국의 부상과 함께 한반도 정세의 핵심적 변수가 됐다. 천안함 사건으로 대북 경제협력을 단절한 이명박 정부의 5·24 조처로 경협 분야에서 북-중 경협이 남북경협의 빈자리를 채워가고 있다. 북한은 중국에 위화도와 황금평을 100년간 임대하였다. 2010년 12월 26일 중국은 나진항 4, 5, 6호 부두를 50년간 동한 사용할 수 있는 권리를 받았다.
베이징에 북한 무역상이 1000명 정도 있다.

## 러시아
김일성은 수 차례 소련의 지배자인 스탈린과 중화인민공화국의 통치자인 마오쩌둥을 만나 무려 48회나 남침 허락 내지는 전쟁 지원을 요청하였다. 공개된 구 소련의 문서에 의하면 애초에 스탈린은 조선인민군이 절대적 우위를 확보하지 못하는 한 공격해서는 안 된다고 했다. 인민군의 실력이 미국과 대한민국을 상대로 아직은 단독으로 전쟁을 치를만한 실력이 아니라고 생각했을 뿐더러 미국과의 마찰을 두려워하여 무력 행사를 기피하였다. 그럼에도 김일성은 수 차례 그를 설득하였고 스탈린 자신도 일부 연구자들이 옛 소련의 문서들을 근거로 주장하는 이론에 의하면, 미국을 시험하고 미국의 관심을 유럽에서 아시아로 돌리기 위해 중화인민공화국이 전쟁 원조를 조선민주주의인민공화국에 하는 조건으로 김일성의 남침을 승낙하게 된다. 이리하여 스탈린은 북한에 강력한 군사적 원조로서, 소련의 무기들을 대량으로 북한으로 제공하였다. 그 후에, 스탈린은 김일성을 조선민주주의인민공화국의 통제관으로 옹립한 것을 후회했다.

## 기타 국가
2009년 5월, 싱가포르 기업과 합작하여, 조선민주주의인민공화국 최초의 햄버거 가게가 평양 중심가 금성네거리에서 "삼태성 청량음료점"이란 이름으로 문을 열었다. 2009년 초반에 북한 대표단이 싱가포르를 방문, 싱가포르 사업가 패트릭 소가 운영하는 체인점 "와플타운"의 음식들을 시식하며 개점 허가 여부를 저울질했고, 5월에 평양에 개점하게 했다고 한다.
1990년 5월 이래로 필리핀의 상원, 하원 의원들이 북한을 방문하여 북한-필리핀 간의 외교 관계 수립을 비공식적으로 추진한 바 있다. 북한 정무원 부총리 김달현을 단장으로 하는 외교사절단이 1991년 6월 필리핀을 방문하여 1991년 내에 외교관계를 수립한다는 원칙적인 합의를 하였다. 태국 주재 이도섭 북한 대사도 1995년 1월 필리핀을 방문하여 기존의 원칙을 재확인하였다. 양국 간의 공식적인 수교는 상주공관을 개설하지 않은 채 2000년 7월에 성사되었다.
몽골과는 1948년 수교하여 이전까지는 같은 공산주의 국가였기 때문에 북한과 깊은 관계에 있던 국가이기도 했다. 그러나 1990년 몽골과 남한이 수교한 후에는 정치성향이 바뀌어 몽골은 남한과도 우호협력관계를 증진하고 있다.
1974년 6월 2일, 네팔과 북한은 외교관계를 대사급으로 승격하였다고 발표하였다.
1970년 스리랑카는 시리마보 반다라나이케(Sirimavo Bandaranaike) 수상 집권에 따라 양국은 수교했으나 1971년 북한 대사관이 반(反)정부 반란에 개입했다는 이유로 대사관이 폐쇄되고 공관원 전원이 추방당한 바 있다. 그러나 형식상의 외교관계는 지속되었으며 스리랑카는 유엔문제에서 불개입정책을 고수해 왔다.
1973년 12월 28일, 아프가니스탄과 북한은 대사급 외교관계를 수립하였다.
2000년 12월 15일 스페인 정부는 성명을 통해 "북한과의 외교관계 수립이 한반도 화해와 정상화 과정에 기여할 것"이라면서 북한과의 공식 외교관계 수립을 밝혔다. 그러나 대사관 설립여부는 밝히지 않았다. 한편 북한과 수교한 국가들의 북한 업무를 담당하는 상주공관은 평양보다 베이징에 훨씬 더 많이 있다.
1974년 2월 27일, 북한은 스위스 취리히에 통상대표부를 개설하는 등 대 스위스 경제교류 촉진책을 써왔고, 1974년 12월 19일, 스위스는 북한과 대사급 외교관계를 수립하기로 합의하였다고 발표하였다. 스위스의 인도적 대북 지원량이 1997년 들어 급증하자, 1997년 8월 5일부터 9일까지 발터 푸스트 스위스 외무성 인도주의협조총국장을 수석대표로 한 외무성대표단이 방북해 평양에 스위스 외무성 직원 1∼2명이 상주하는 사무소를 개설키로 북한과 비공개 합의했다. 1998년 평양주재 스위스 외무성 사무소가 설치되었다.
아르헨티나는 1973년 북한과 수교를 했다. 북한은 아르헨티나와 친분을 쌓으면서 아르헨티나에게 500만 달러 상당의 곡식을 외상으로 수입하고 대금은 지불하지 않았다. 이후 북한은 아르헨티나에 공작원을 파견하여 좌익운동을 한 정황이 포착되었다. 이 와중에 1977년 북한은 돌연 아르헨티나 주재 북한 대사관에 불을 지르고 도망갔다. 아르헨티나가 왜 그랬냐고 물어봤으나 북한은 모르쇠로 일관했다. 이렇게 자동으로 외교가 단교되었다. 북한이 고난의 행군 이후 식량 상황이 매우 많이 악화되자 그래도 식료품만큼은 넘쳐나는 나라인 아르헨티나에게 재수교를 원하고 있지만 아르헨티나는 곡물 수입 대금 지급을 완납하면 바로 수교해준다는 조건을 내걸었다.
이탈리아는 2000년 1월 서방선진7개국(G7) 중에서 처음으로 북한과 수교했다. 2001년 6월 20일 마테오 피카리엘로 이탈리아 해외무역공사 서울 사무소장을 단장으로 하는 20여명의 경제 사절단이 평양을 방문했다. 최초의 이탈리아 경제사절단의 평양 방문으로, 이탈리아의 주요 은행 중 하나인 뱅카 나치오날레 델 라보르, 소프트웨어 개발업체인 C.S.I 테오레마, 의류업체 오벰 등이 포함되었다. 2001년부터 이탈리아 정부는 북한의 유학생과 의사, 연구원들을 이탈리아에 초청해 장학금을 주고 있으며 연간 20명 정도에게 연수 기회를 제공하고 있다. 평양에는 이탈리아 외교부 산하 개발협력처 평양 사무소가 있다. 평양의 광복거리에 이탈리아 유학을 마치고 돌아온 주방장이 피자 재료까지 모두 이탈리아에서 수입해 원래의 맛을 추구하는 평양 최초의 이탈리아 피자가게가 2008년 12월 문을 열었다. 2009년 평양에 이탈리아 요리 전문식당이 하나 더 생겨 모두 3곳으로 늘면서, 피자와 스파게티가 평양 주민들 사이에서 인기를 끌고 있다.
쇼팽 탄생 200돌을 맞아 북한은 폴란드와 공동음악회를 열었다.
1972년 6월 북한은 프랑스에 통상대표부를 설치했고 이어서 1984년 12월 그것을 일반 상주 대표부로 승격시킨 바 있는 이 때, 남한 정부는 윤석헌 주프랑스 대사를 통해 프랑스 정부에 항의의 뜻을 표했었다. 또한 평양에 프랑스와의 합작투자 호텔을 건립하는 등 북한으로서는 드문 선물을 주면서 서방국가에 외교적 교두보를 확보하고자 한 것이었다.
1988년 북한이 김정일의 이복동생인 김평일을 헝가리 대사로 임명한 것을 두고 권력계승을 둘러싼 갈등문제와 관련시켜 보려는 시각도 있지만 북한이 그만큼 헝가리와의 관계를 중요시하고 있었다는 증거이기도 하다.
2001년 7월 28일 북한 주재 영국 대사관이 임시 개설되었다. 2003년 4월 30일 최수헌 북한 외무성 부상이 영국 주재 북한 대사관 개관식에 참석했다. 런던 서부 주택가 일링의 거너스버리에 위치한 130만 파운드 짜리 저택을 매입해 대사관으로 개조했다. 서유럽에서는 독일, 이탈리아, 스페인, 스위스, 스웨덴에 이어 6번째 북한의 공식 외교공관이며, 개관식에는 최수헌 외무성 부상, 리시홍 대리대사, 주 영국 중국 대사, 영국 외무부 관계자, 하원의원 등 수십명이 참석했다. 개관식이 열리는 동안 대사관 앞에서 영국 인권단체인 세계기독연대(CSW·Christian Solidarity Worldwide)’와 ‘릴리즈 인터내셔널(Release International)’이 공동으로 북한의 인권 개선을 촉구하는 시위를 벌였다.
스웨덴은 반제국주의 노선을 걸으며 1974년 북한과 외교 관계를 수립했고, 1975년 3월 서방국가 가운데 유일하게 평양에 대사관을 열었다. 북한과 수교하지 않은 대부분의 서방 국가 출신의 외국인(남한, 일본 제외)은 스웨덴 대사관이 보호한다.
2017년 10월 12일 포르투갈은 북한의 잦은 미사일 도발로 인해 북한과의 외교관계를 수교 후 42년 만에 공식으로 파기했다.

## 같이 보기
- 조선친선협회
- 조선민주주의인민공화국 주재 외국공관 목록